# Márcio Montarroyos
Márcio Montarroyos (Rio de Janeiro, 8 juli 1948 - aldaar, 12 december 2007) was een Braziliaanse jazz-trompettist en bugelist.
Montarroyos speelde vanaf zijn vierde klassieke piano, maar stapte later over op de trompet. Hij studeerde klassieke muziek (theorie, harmonie en compositie) aan de National School of Music in Rio de Janeiro. Toen hij Dizzy Gillespie had gehoord besloot hij de jazz in te gaan. Hij speelde in de huisband van de beroemde Club Number One in Rio, waar hij onder meer Ella Fitzgerald, Sarah Vaughan, Stevie Wonder en Carlos Santana begeleidde. Kort daarop kreeg hij een beurs om te kunnen studeren aan Berklee School of Music in Boston, waar hij tot 1973 studeerde. In dat jaar verscheen ook zijn eerste plaat. Zijn tweede album, Stone Alliance (1977) werd goed ontvangen, onder meer door het blad Downbeat. Hij werd de eerste Braziliaanse muzikant die een contract kreeg bij Columbia Records, waarvoor hij verschillende platen opnam. Latere platen werden uitgebracht door Black Sun Music. In zijn muziek verenigde hij verschillende stijlen en genres: klassieke muziek, jazz, funk en traditionele Braziliaanse volksmuziek. Hij werkte onder meer samen met Sigi Schwab, Sérgio Mendes, Hermeto Pascoal, Egberto Gismonti en Milton Nascimento.
Montarroyos overleed aan de gevolgen van longkanker.

## Discografie
- Sessão Nostalgia, 1973
- Stone Alliance, PM Records, 1977
- Trompete Internacional, 1981
- Magic Moment, 1982
- Carioca, 1984
- Samba Solstice, 1987
- Terra Mater, 1989
- Marcio Montarroyos, 1995